# 86号州际公路 (宾夕法尼亚州至纽约州)
位于美国东部的86号州际公路（英語：Interstate 86）是一条东西方向的州际公路。该公路连接了宾夕法尼亚州伊利和纽约州布鲁姆县，全长207英里。